# Walter Heinitz
Walter Heinitz (ur. 25 sierpnia 1915 w Eppendorfie, zm. 10 marca 1987) – pułkownik Stasi.
Skończył szkołę ludową, od 1930 był muzykiem, grał w orkiestrze, od 1937 odbywał służbę w Wehrmachcie jako muzyk orkiestry wojskowej i sanitariusz. Od września 1945 we wschodnioniemieckiej policji, policjant w Chemnitz, członek KPD, od 1949 pracownik Zarządu Ministerstwa Bezpieczeństwa Państwowego NRD Saksonii. Od 1950 w rejonowym oddziale Stasi w Stollberg/Erzgeb., później w Wydziale IV Zarządu MGB Saksonii, od 1951 pracownik Wydziału IX MBP NRD, od 1 lipca 1951 do lipca 1953 szef referatu IX/1 Wydziału IX MBP NRD, 1953 mianowany podpułkownikiem, od lipca 1953 do listopada 1955 szef Referatu (od listopada 1953: Wydziału) IX/1 Wydziału IX Stats-Sekretariatu Bezpieczeństwa Państwowego Ministerstwa Spraw Wewnętrznych NRD, od listopada 1955 do 24 kwietnia 1957 szef Wydziału IX/1 Głównego Wydziału IX MBP NRD. Od 24 kwietnia 1957 do 1964 zastępca szefa Głównego Wydziału IX MBP, 1962-1964 zaocznie studiował na Uniwersytecie Humboldta w Berlinie, zdał państwowy egzamin z kryminalistyki, 1962 awansowany na pułkownika, od 1 marca 1964 p.o. szefa, a od 1 lutego 1965 do marca 1973 szef Głównego Wydziału IX MBP, 30 czerwca 1973 zwolniony ze Stasi. Pracował jako sekretarz organizacji partyjnej SED domu starców w Dreźnie.